# Deep Sea Skiving
Deep Sea Skiving è l'album di debutto del trio femminile britannico delle Bananarama. Pubblicato nel 1983, su etichetta London Records, l'album, da cui sono stati estratti 5 singoli, raggiunge il Numero 7 nella classifica britannica degli album, la posizione più alta mai raggiunta da un long playing del gruppo nella madrepatria.
I diversi singoli ottengono un grande successo nel Regno Unito, mentre un successo più moderato accoglie il disco negli USA. Tra i vari produttori, figura il noto duo composto da Steve Jolley e Tony Swain, a cui le Bananarama affideranno, per intero, la produzione dei due LP successivi (Jolley & Swain scrivono e producono brani di successo anche per gli Imagination e per Alison Moyet, tra gli altri).
Oltre ai cinque singoli inclusi sull'album, tra cui "Really Saying Something" (pubblicata negli USA col titolo leggermente alterato in "He Was Really Sayin' Something"), interpretata col gruppo maschile britannico dei Funboy Three, bisogna aggiungere un altro brano, eseguito insieme dai due gruppi, "It Ain't What You Do (It's the Way That You Do It)", incluso però soltanto sull'album dei Fun Boy Three (che comprende altri 4 pezzi realizzati insieme dalle due band) e sulla raccolta delle ragazze, The Greatest Hits Collection, pubblicata nel 1988, che ottiene un grandissimo successo. L'album contiene anche: il primissimo singolo delle Bananarama, la cover di un brano dei Black Blood, "Aie a Mwana", cantato in lingua swahili, che ottiene un notevole successo nelle discoteche, senza però mai entrare in classifica.
Un ulteriore pezzo, colpito da vicissitudini varie riguardo al titolo, è "Shy Boy": primo successo originale della band, fino ad allora cimentatasi soltanto con cover, più o meno note, di altri gruppi, la traccia, composta da Jolley & Swain, si intitolava originariamente "Big Red Motorbike", ma le ragazze (come spiegano nel libretto della citata The Greatest Hits Collection), a cui piaceva molto la canzone, ne detestavano invece il titolo, fino a cambiarlo nel definitivo "Shy Boy" del singolo, che viene però pubblicato negli USA con un sottotitolo supplementare, tratto dal verso ripetuto nel ritornello, diventando così "Shy Boy (Don't It Make You Feel Good)".
Nel marzo del 2007, la Rhino Records ha ristampato in CD i primi sei album della band, rimasterizzandoli e includendo su ciascuno una serie di bonus tracks, composte da lati B, remix e altre tracce fino ad allora mai incluse su nessun album, come colonne sonore e singoli internazionali.

## Tracce

### Lato 1
1. "Shy Boy" (Steve Jolley, Tony Swain) — 3:16
2. "Doctor Love" (Paul Weller) — 3:42
3. "What a Shambles" (Sara Dallin, Siobhan Fahey, Keren Woodward) — 3:34
4. "Really Saying Something (He was really sayin' somethin')" (Whitfield, Stevenson, Holland) — 2:45
5. "Cheers Then" (Dallin, Fahey, Woodward, T. Sharpe, J.Martin) — 3:31

### Lato 2
1. "Aie a Mwana" (Kluger, Vanguard, Avion) — 3:36
2. "Young at Heart" (Dallin, Fahey, Woodward, Hodgens) — 3:13
3. "Na Na Hey Hey Kiss Him Goodbye" (Gary DeCarlo, Dale Frashuer, Paul Leka) — 3:30
4. "Hey Young London" (Blue, Shaw, Dallin, Fahey, Woodward) — 3:55
5. "Boy Trouble" (Dallin, Fahey, Woodward) — 3:14
6. "Wish You Were Here" (Dallin, Fahey, Woodward) — 3:41

### Bonus tracks sulla ristampa del 2007
1. "Give Us Back Our Cheap Fares" (Dallin, Fahey, Woodward, Cotillard) — 4:24
2. "Girl About Town" (Dallin, Fahey, Woodward) — 3:28
3. "He's Got Tact" (Dallin, Fahey, Woodward) — 2:57
4. "Tell Tale Signs" (Dallin, Fahey, Woodward) — 3:15
5. "No Feelings" (Sex Pistols: P. Cook, S. Jones, G. Matlock, J. Rotten) — 2:33

## Classifiche

### Album
| Classifica (1983)    | Posizione più alta |
| -------------------- | ------------------ |
| Classifica Album UK  | 7                  |
| Billboard 200 U.S.A. | 63                 |

### Singoli
| Singolo                                                    | Classifica (1982-1983) | Posizione più alta |
| ---------------------------------------------------------- | ---------------------- | ------------------ |
| "It Ain't What You Do (It's the Way That You Do It)"       | Classifica Singoli UK  | 4                  |
| "Really Saying Something"                                  | Classifica Singoli UK  | 5                  |
| "He Was Really Sayin' Somethin' (Really Saying Something)" | Billboard Hot 200 USA  | 108                |
| "Shy Boy"                                                  | Classifica Singoli UK  | 4                  |
| "Shy Boy (Don't It Make You Feel Good)"                    | Billboard Hot 100 USA  | 83                 |
| "Cheers Then"                                              | Classifica Singoli UK  | 45                 |
| "Na Na Hey Hey (Kiss Him Goodbye)"                         | Classifica Singoli UK  | 5                  |